# Blennerville
Blennerville (irisch Cathair Uí Mhóráin) ist ein Dorf bzw. eine sehr kleine Landstadt (town) im Südwesten der irischen Grafschaft Kerry.
Die Gemeinde Blennerville gehört zur Baronie Trughanacmy und zur Civil Parish Annagh.

## Lage
Blennerville liegt an der Atlantikküste, nur zwei Kilometer südwestlich der Innenstadt von Tralee am Südufer der Mündung des River Lee in die Tralee-Bucht. Der River Lee ist stark von den Gezeiten beeinflusst: bei Flut fließt er kilometerweit „rückwärts“, bei Ebbe fällt er auf weite Strecken völlig trocken. Der Ort Blennerville war früher der Hafen von Tralee und ist durch den Tralee Ship Canal mit dem Stadtzentrum verbunden.
Die nächsten Nachbarstädte sind Tralee im Norden, Castlemaine im Süden sowie Castlegregory im Westen.
Ein Teil des Wahlbezirks Blennerville gehörte 2011 zu einem statistischen Bezirk von Tralee. Hier wurde eine Bevölkerung von 141 ermittelt. Das eigentliche Dorf Blennerville außerhalb der Stadtgrenzen von Tralee hatte im 556 Einwohner (Stand 2011).
Blennerville profitiert von der Nähe zur 26.000-Einwohner-Stadt Tralee, was Versorgungs-, Sozial- und Kultureinrichtungen betrifft. Darüber hinaus ist Blennerville wegen günstiger Grundstückspreise zum bevorzugten Wohnort für viele Pendler geworden. In der sehr ländlich geprägten Umgebung westlich und südlich von Blennerville dominieren neben dem Tourismus (Hotels, Ferienhäuser und Cottages) die Milchviehhaltung und die Grünlandwirtschaft. Zum unmittelbaren Einzugsbereich von Blennerville gehören folgende Townlands:
| Annagh Clahane Curragraigue Curraheen | Derrymore East Derrymore West Greenlawn Tonavane |

## Geschichte
Blennerville hat ursprünglich den irischen Namen Cathair Uí Mhóráin (später anglisiert zu Cahermoraun bzw. Cahirmoreaun). Es wurde spekuliert, ob es sich um die Stätte der Tramore-Furt handelte, dem einzigen Fluchtweg, den Gerald FitzGerald, der 15. Earl of Desmond aus Tralee in Richtung Süden vor seiner Gefangennahme und Hinrichtung im Jahr 1583 hatte.
Im Jahr 1751 wurde an der engsten Stelle der Mündung des River Lee eine Brücke gebaut.
1783 benannte Colonel Rowland Blennerhassett (1741 – 1821), ein anglo-irischer Anwalt sein Haus sowie das ganze das Dorf in Blennerville um, so dass dies zum englischsprachigen Namen des Ortes wurde. Im Jahr 1800 erhielt er die Erlaubnis, in Blennerville vier Jahrmärkte und einen Markt pro Woche abzuhalten, was ihm zusätzliche Einkommen verschaffte. Blennerhassett gründete um 1800 in Blennerville die noch heute existierende, weithin sichtbare Windmühle und 1812 eine Schule der Church of Ireland, die „Erasmus Smith School“. Am 22. September 1809 wurde er zum Baronet von Blennerville in der Grafschaft Kerry erhoben. Der 4. Baronet Rowland Blennerhassett (1839–1909) war mit der deutschen Schriftstellerin und Historikerin Charlotte Lady Blennerhassett (1843–1917) verheiratet.    

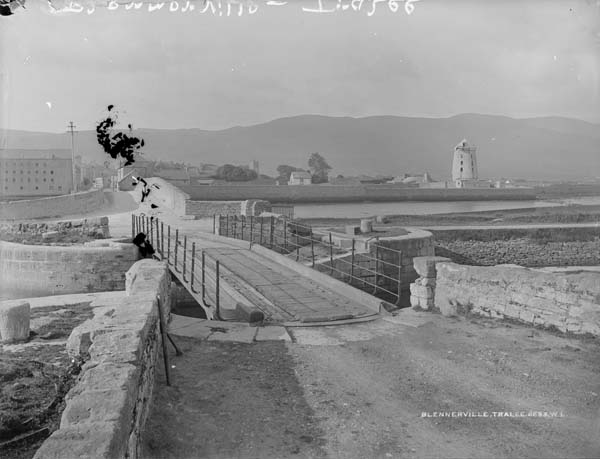
Blennerville im 19. Jahrhundert mit der hölzernen Drehbrücke über den Tralee Ship Canal

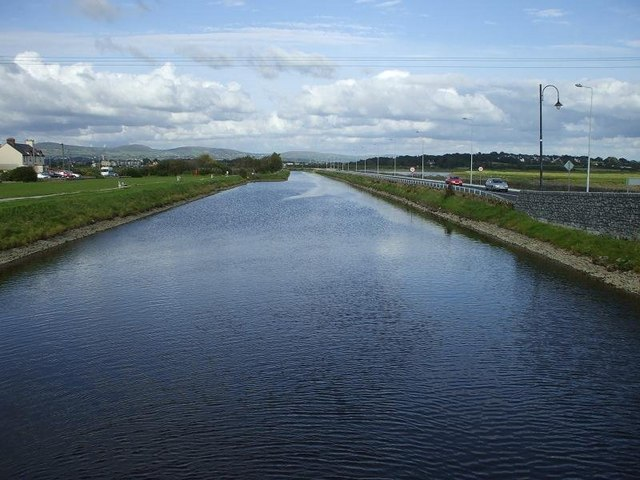
Tralee Ship Canal auf Höhe Blennerville

Der Hafen von Blennerville diente fast das ganze 19. Jahrhundert über als Tor von Kerry nach Nordamerika für Auswanderer, die den Atlantischen Ozean überqueren wollten. Die Jeanie Johnston war das berühmteste dieser Schiffe, die über viele Jahre Auswanderer transportierten. Während ihrer gesamten Dienstzeit kam kein Passagier ums Leben. Im Jahr 1846 wurde jedoch der Tralee Ship Canal eröffnet, der Blennerville als Hafen von Tralee ablöste Der Tralee-Schiffskanal (englisch Tralee Ship Canal, irisch Longchanáil Thrá Lí) ist ein zwei Meilen (3,2 Kilometer) langer Kanal, der für den Güter- und Personentransport zwischen der Tralee Bay und der Stadt Tralee gebaut wurde. Der Kanalbau war nötig, um größere Schiffe aufzunehmen, die nach Tralee fuhren, da die bestehende Schiffsanlegestelle in Blennerville an der Mündung des River Lee von zunehmender Verschlammung und Versandung betroffen war. Das britische Unterhaus beschloss 1829 ein Gesetz für den Bau des Kanals, der im Jahr 1832 begann. Finanzierungsprobleme führten dazu, dass der Kanal erst 1846 fertiggestellt wurde. Zum Bau gehörten ein neues Kanalbecken in Tralee, Schleusentore und eine hölzerne Drehbrücke über den Kanal in Blennerville.
Nach dem Verfall der alten Hafenanlagen (einige Kaimauern sind heute noch zu sehen) verfiel auch das Dorf allmählich und auch die Windmühle musste Mitte des 19. Jahrhunderts geschlossen werden.

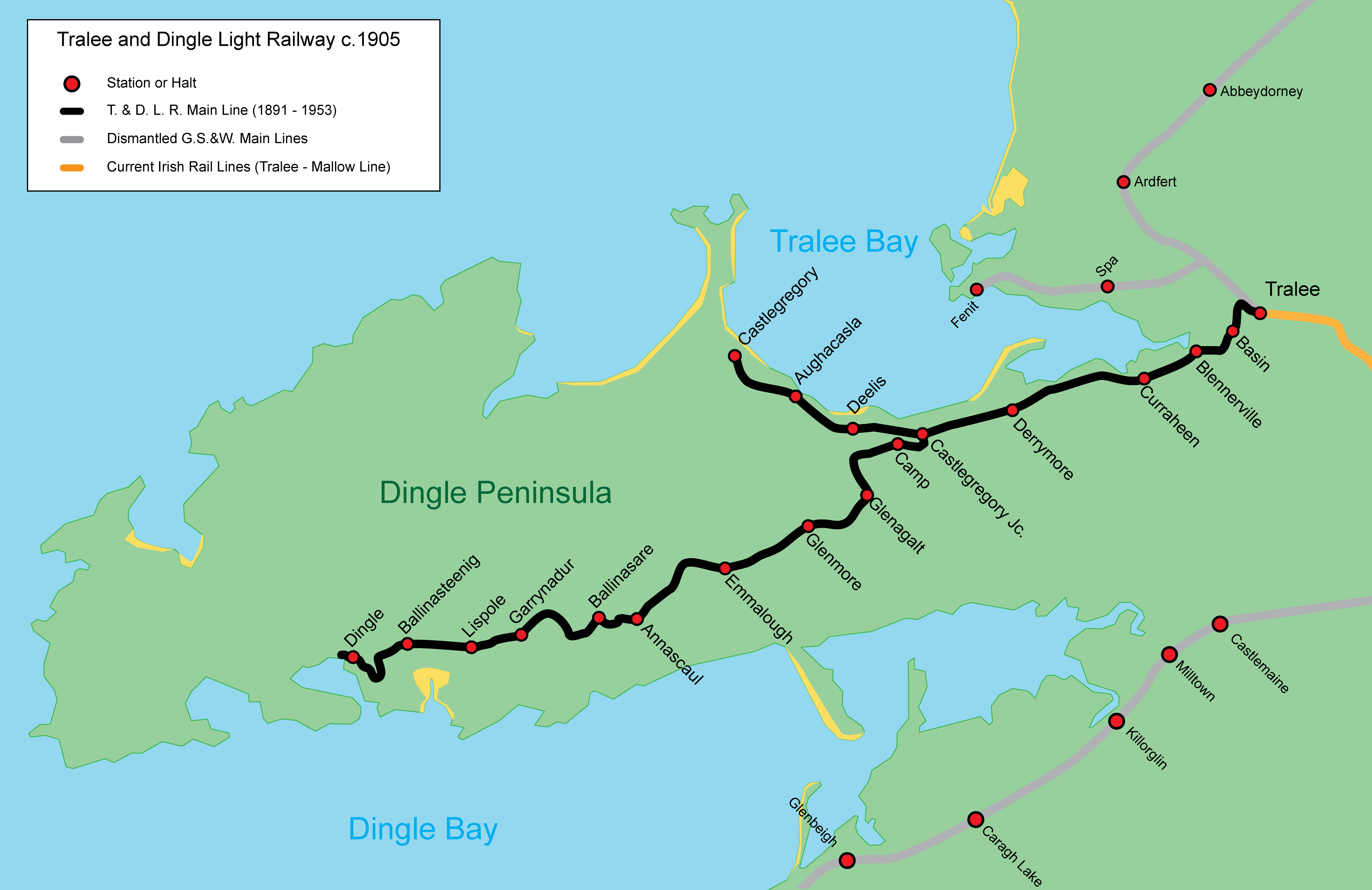
Karte der Tralee and Dingle Light Railway

Blennerville hatte einen Bahnhof an der im Jahr 1891 eröffneten 914-mm-Schmalspurbahn Tralee and Dingle Light Railway, die Tralee mit Dingle verband. Die 51 Kilometer lange Strecke durch die Dingle-Halbinsel war damals eine der westlichsten Eisenbahnstrecken Europas. Die Strecke wurde 1953 geschlossen. Im Jahr 1993 gab es ein Restaurierungsprojekt der Tralee and Dingle Light Railway, bei dem eine kurze, drei Kilometer lange Nachbildung der ursprünglichen Schmalspurstrecke zwischen dem Aquadome in Tralee und dem ebenfalls restaurierten Bahnhof in Blennerville eröffnet wurde. Seit 2014 ist die Bahn aber wieder außer Betrieb. Die Blennerville Bridge wurde 1996 verstärkt und erweitert.
Die Blennerville National School wurde 1932 erbaut und hat 168 Schüler in sechs Regelklassen. Nachdem das 84 Jahre alte Vorgänger-Gebäude abgerissen wurde, konnte 2016 die neue Schule (Saint Brendan’s National School) eingeweiht werden.
1981 wurde die Ruine der Windmühle Blennerville vom „Tralee Urban District Council“ gekauft, die Restaurierungsarbeiten begannen im Juni 1984, bevor die Windmühle 1990 von Taoiseach Charles J. Haughey der Öffentlichkeit zugänglich gemacht wurde. Sie ist für die Öffentlichkeit zugänglich und bietet Besuchern ein Handwerkszentrum, eine Ausstellungsgalerie, eine audiovisuelle Präsentation und ein Restaurant.

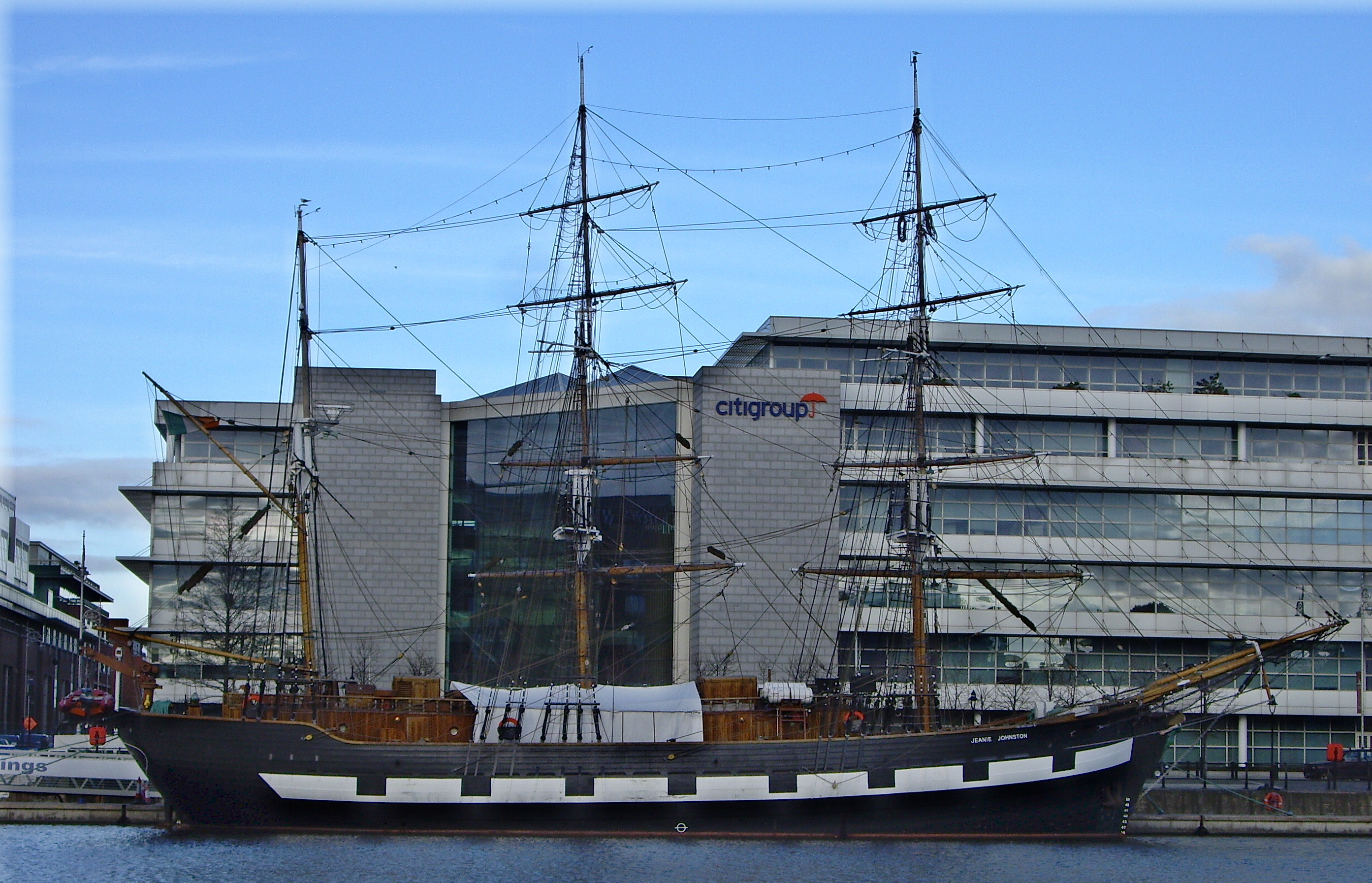
Jeannie Johnston im Hafen von Dublin

In den späten 1980er Jahren entstand die Idee, eine Nachbildung des Schiffes Jeanie Johnston zu bauen, das im 19. Jahrhundert von Blennerville nach Nordamerika segelte. Dies wurde erst im November 1993 Wirklichkeit, als eine Machbarkeitsstudie abgeschlossen wurde und im Mai 1995 die Jeanie Johnston (Ireland) Company Ltd. gegründet wurde. Die Jeanie Johnston wurde nur wenige Meter von ihrem ursprünglichen Hafen in Blennerville gebaut. Ursprünglich war geplant, das Schiff von Blennerville aus zu Wasser zu lassen, doch beim Ausbaggern eines Kanals entdeckten Meeresarchäologen ein Schiffswrack aus dem 19. Jahrhundert. Um den Fund zu bewahren, wurde im April 2000 der Rumpf der Jeanie Johnston an die Küste geschleppt und auf einen Lastkahn mit geringem Tiefgang verladen. Dort wurde sie mit Masten und Segeln ausgestattet und am 4. Mai in den nicht weit entfernte Tiefwasserhafen von Fenit transportiert. Am 6. Mai 2000 wurde der Lastkahn untergetaucht und die Jeanie Johnston schwamm zum ersten Mal auf. Am nächsten Tag wurde sie offiziell von der irischen Präsidentin Mary McAleese getauft. Heute gehört die Jeanie Johnston der Dublin Docklands Development Authority und liegt im Hafen von Dublin.

## Sehenswürdigkeiten
- Windmühle Blennerville, die einzige kommerziell betriebene Windmühle der Republik Irland
- Annagh Church
- Saint Brendan’s Church im Townland Curraheen
- Brücke über den River Lee (Blennerville Bridge)
- restaurierter ehemaliger Bahnhof

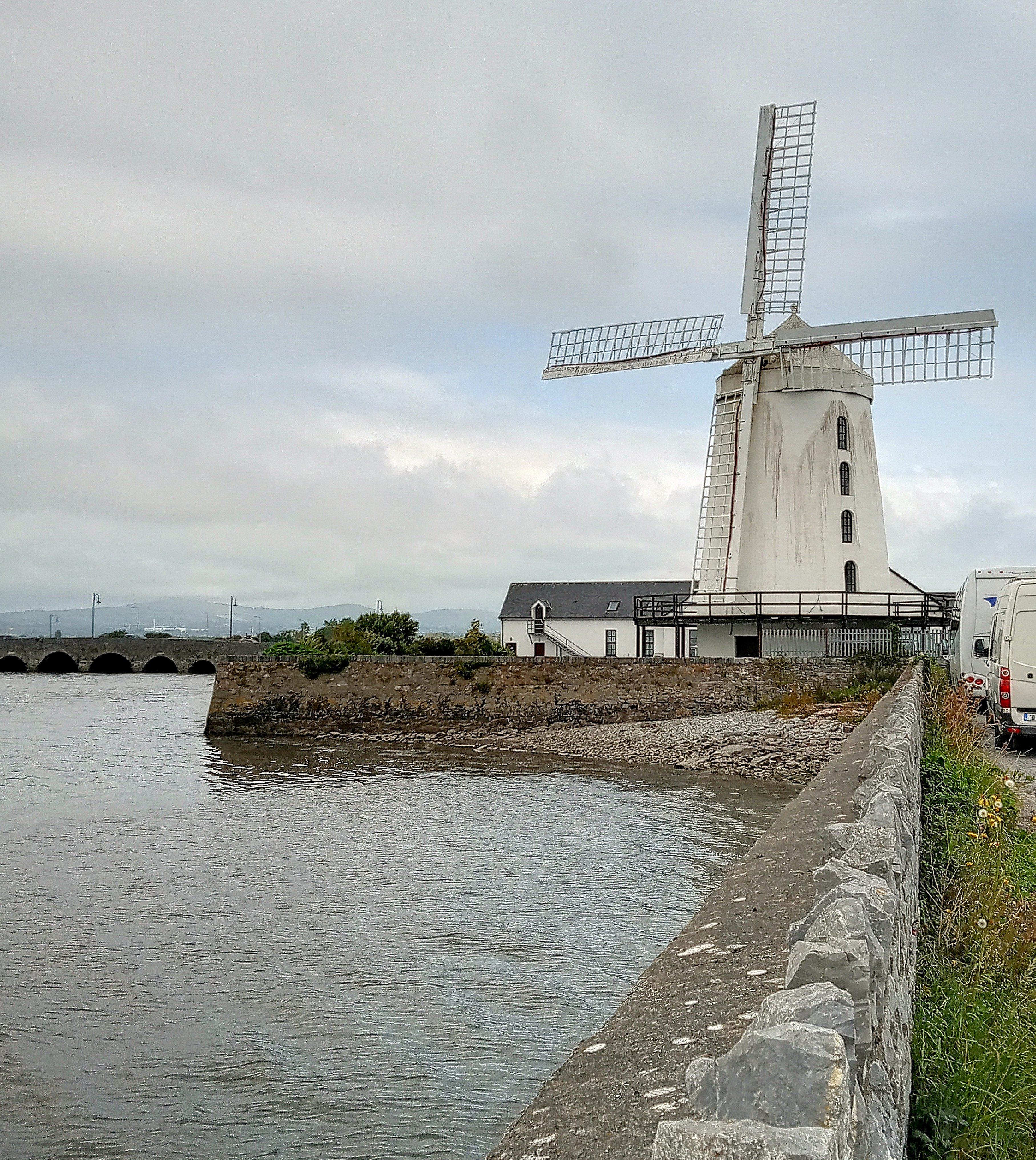
Windmühle
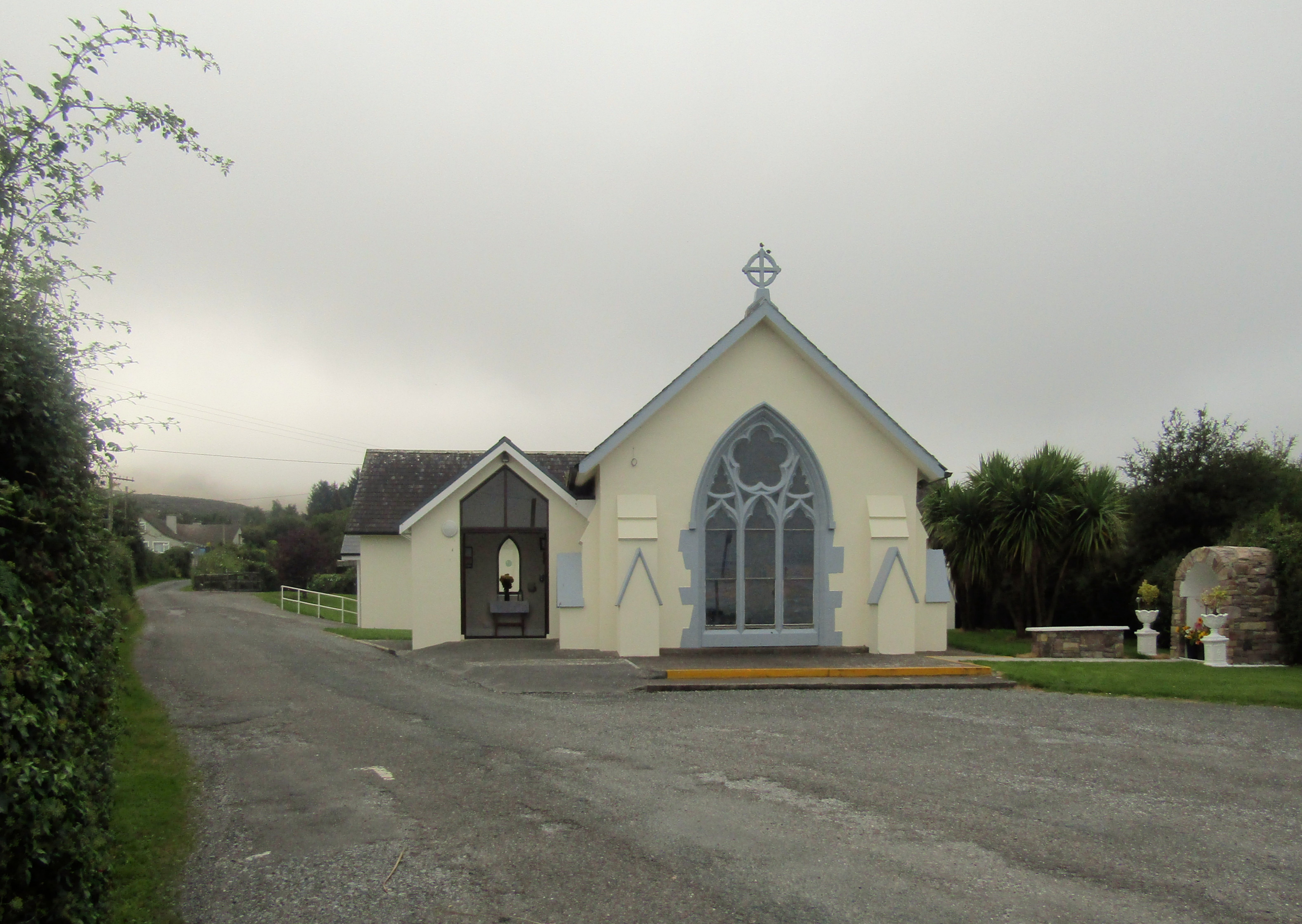
Saint Brendan’s Church im Townland Curraheen
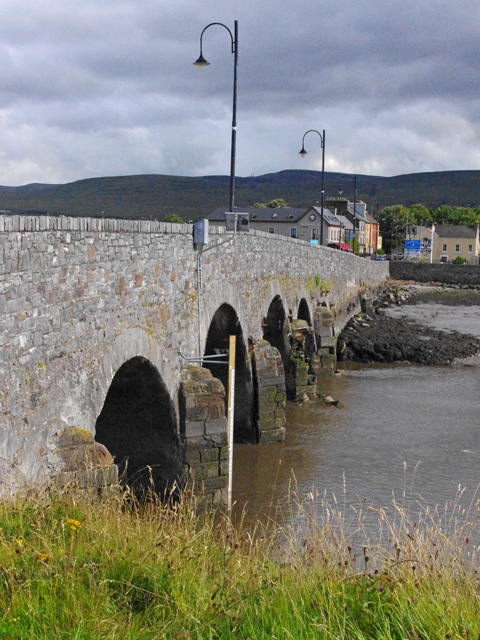
Blennerville Bridge
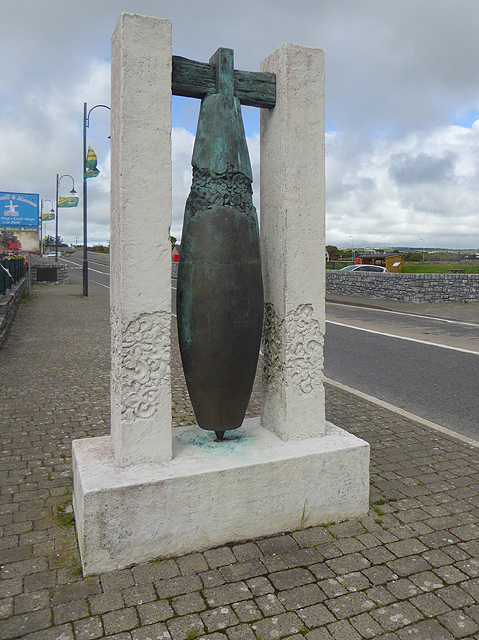
Skulptur an der Blennerville Bridge
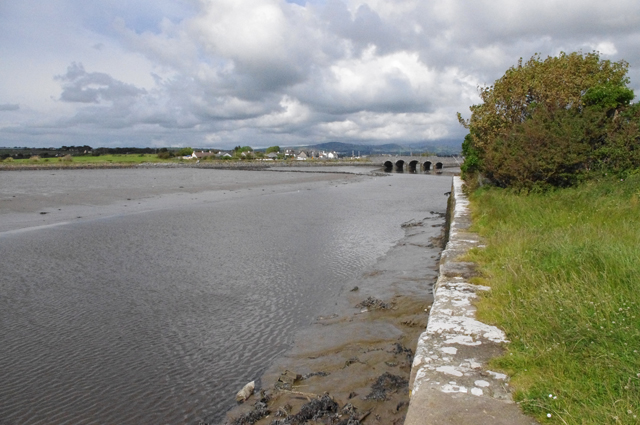
Alte Kaimauer
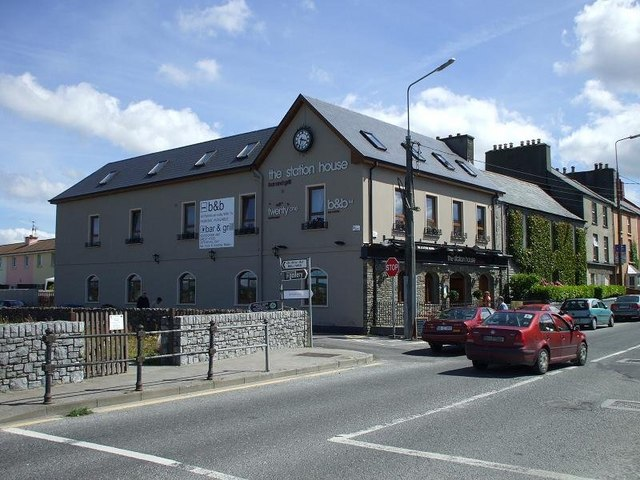
Ehemaliger Bahnhof (The Station House)

## Infrastruktur
Die Ortschaft Blennerville wird von der Nationalstraße 86 durchquert, die von Tralee nach Dingle führt. In der Hauptstraße (Main Street) gibt es nur wenige kleine Geschäfte; den Mittelpunkt des Dorfes bildet die Tankstelle mit angeschlossenem kleinen Supermarkt. Im Ort gibt es darüber hinaus mehrere Ferienhäuser und eine Laserklinik.

## Persönlichkeiten
- Richard Johnson (1937–2019), Richter und Rechtsanwalt (Barrister)